# Франкові скелі
Франко́ві ске́лі — геоморфологічне утворення, група мальовничих скель. Розташовані на північний схід від села Вікно Гримайлівської селищної громади Тернопільської області.
Скелі розташовані в межах низькогірного пасма Медобори, на території природного заповідника «Медобори».
Із цими скелями пов'язана творчість і громадсько-політична діяльність І. Франка (звідси й назва). Вони є цінні як геолого-ботанічна пам'ятка. Внаслідок вивітрювання набули вигляду стовпів з ущелинами та нішами. Скелі подекуди поросли реліктовою та ендемічною рослинністю, серед якої шиверекія подільська, занесена до Червоної книги України.